# Hulda of Holland
Hulda of Holland è un cortometraggio muto del 1913 diretto da J. Searle Dawley. In un piccolo ruolo, non accreditato, compare Harold Lloyd qui al suo terzo film. L'attore aveva debuttato poche settimane prima sempre diretto da Dawley in The Old Monk's Tale.

## Trama
Trama di Moving Picture World synopsis in (EN)  su IMDb

## Produzione
Il film fu prodotto dalla Edison Company.

## Distribuzione
Distribuito dalla General Film Company, il film - un cortometraggio in una bobina - uscì nelle sale cinematografiche degli Stati Uniti il 21 aprile 1913.